# Schewach Weiss

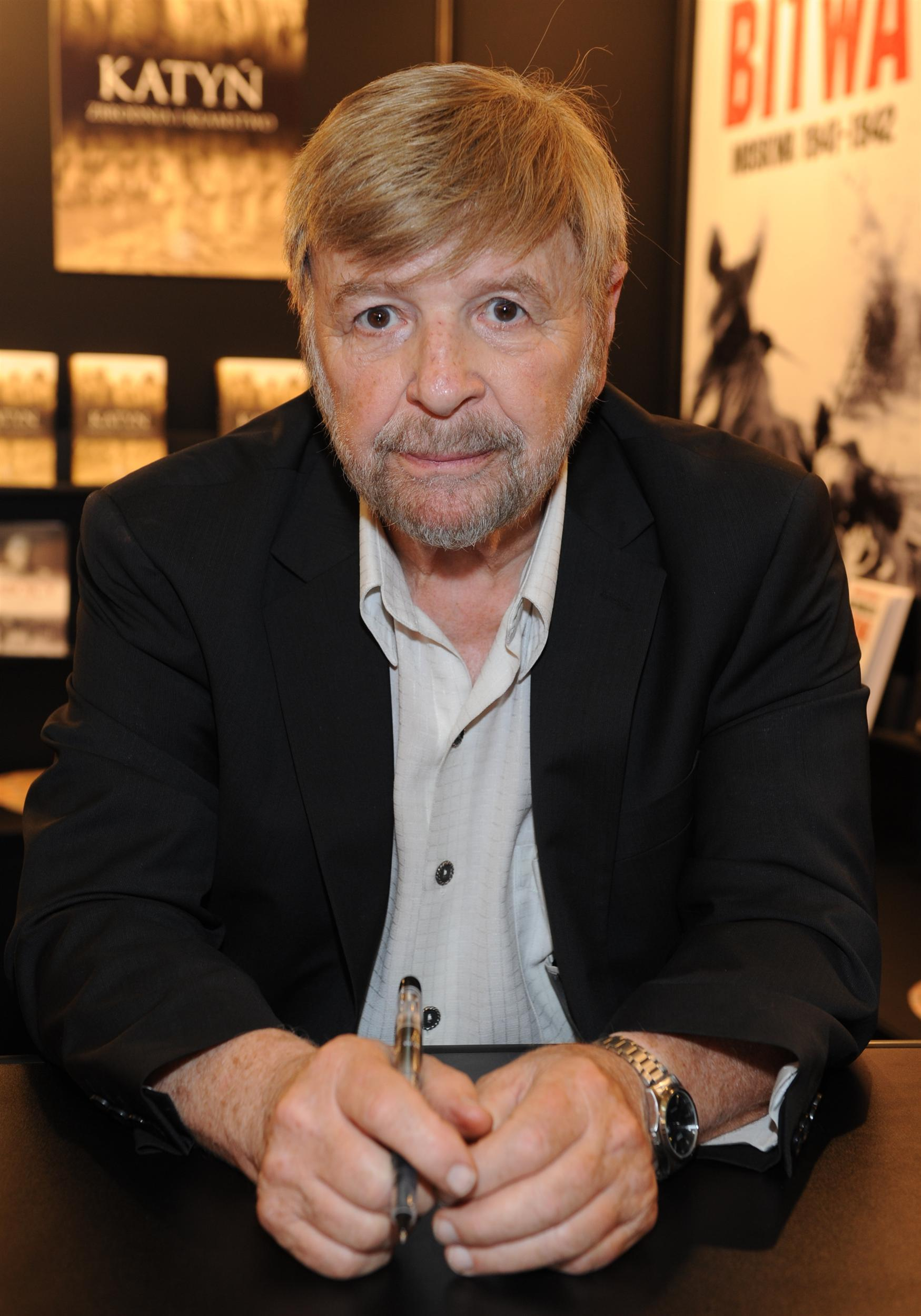
Schewach Weiss (2008)

Schewach Weiss (hebräisch שבח וייס ; * 5. Juli 1935 in Borysław, Polen; † 3. Februar 2023 in Tel Aviv-Jaffa) war ein israelischer Politiker, Diplomat, Hochschullehrer und Autor.

## Leben
Schewach Weiss überlebte den Holocaust in Polen mit seiner Familie untergetaucht in mehreren Verstecken, wo sie von polnischen Nachbarn versorgt wurden. 1947 emigrierte die Familie in das britische Mandatsgebiet Palästina. Er studierte an der Hebräischen Universität Jerusalem und erhielt dort 1959 einen Bachelor of Arts (B.A.) in International Relations und Politikwissenschaft. Im Jahr 1961 folgte ein Master of Arts (M.A.) in Politikwissenschaft und Contemporary Jewish Studies. Seinen Ph.D. in Politischer Philosophie erhielt er 1969. 1975 wurde er Professor für Politikwissenschaft an der Universität Haifa. Im selben Jahr gründete er das Department of Communications an der dortigen Universität und wurde Vorsitzender des Political Science Forum.
Seine politische Karriere begann in den späten 1960er Jahren. Von 1969 bis 1981 gehörte Weiss dem Stadtrat von Haifa an, 1975 bis 1981 war er in der Stadtverwaltung tätig. Ab 1981 saß er für Avoda/Maarach in der Knesset. Während der 12. und der 14. Knesset war Weiss Stellvertretender Parlamentspräsident, in der 13. Legislaturperiode Parlamentspräsident. 1999 schied Weiss aus der Knesset aus.
Von 2000 bis 2006 fungierte er als Vorsitzender des Yad Vashem Council. Zudem war er von 2000 bis 2004 als Nachfolger von Yigal Antebi israelischer Botschafter in Polen und gründete 2004 das Centrum Badań nad Współczesnym Izraelem (Zentrum für Israelstudien) an der Universität Warschau.
Weiss war verheiratet und hatte zwei Kinder. Seine Frau starb 2005. Am 3. Februar 2023 starb Weiss im Alter von 87 Jahren in Tel Aviv-Jaffa.
Weiss veröffentlichte zahlreiche Bücher, vor allem politikwissenschaftliche Arbeiten, aber auch Veröffentlichungen zum Holocaust und einige Kinder- und Jugendbücher.

## Auszeichnungen und Ehrungen
- 2004: Großkreuz des Verdienstordens der Republik Polen[4]
- 2006: Ehrendoktorwürde der Universität Breslau[5]
- 2009: Bene Merito[6]
- 2011: Ehrendoktorwürde der Universität Warschau[7]
- 2011: Ehrendoktorwürde der Medizinischen Universität Łódź
- 2013: Ehrendoktorwürde der Wirtschaftsuniversität Kattowitz[8]
- 2013: Ehrendoktorwürde der Uniwersytet Humanistycznospołeczny[9]
- 2016: Orden des Weißen Adlers[10]